# Nucleoporina
Les nucleoporines són una família de vora 30 proteïnes que són les unitats bàsiques del complex de porus nuclear (NPC) en les cèl·lules eucariotes. El complex de porus nuclear és una estructura massiva inserida en punts de l'embolcall nuclear on la membrana nuclear interna i l'externa es fusionen, formant una comporta que regula el flux de macromolècules entre el nucleoplasma i el citoplasma. Els porus nuclears permeten el transport passiu i facilitat de molècules a través de l'embolcall nuclear. La nucleoporina 62 és el membre més abundant d'aquesta família. Les nucleoporines poden transportar molècules a través de l'embolcall nuclear molt de pressa. Un únic NPC és capaç de transportar 60000 molècules de proteïna a través de l'embolcall nuclear per minut.

## Funció
Les nucleoporines mitjancen el transport de macromolècules entre el nucli de cèl·lula i el citoplasma en eucariotes. Alguns membres de la família de les nucleoporines formen l'esquelet del complex de porus nuclear. Tanmateix, les nucleoporines exerceixen la seua funció per interaccions amb molècules de transport anomenades carioferines. Aquestes carioferines interaccionen amb les nucleoporines que contenen seqüències repetides dels aminoàcids fenilalanina (F) i glicina (G), o siga, pèptids amb repeticions FG. Així, les carioferines són capaces de fer passar la càrrega a través de l'embolcall nuclear. Les nucleoporines només són necessàries per al transport de molècules hidròfiles per damunt de 40 kDa, mentre que les molècules més petites passen a través dels porus nuclears via difusió passiva. A més, exerceixen una funció important en l'exportació de mRNA del nucli al citoplasma després la transcripció. Depenent de la seua funció, algunes nucleoporines es localitzen o bé a la cara citoplasmàtica, o bé a la nucleoplasmàtica del complex de porus nuclear. Altres s'hi troben en ambdues. Ha estat recentment demostrat que les nucleoporines amb repeticions FG tenen trets evolutius específics conservats que estan codificats en aqueixes seqüències. Aquests trets ajuden a comprendre millor la regulació del transport de molècules a través del complex del porus nuclear (NPC).

## Estructura
Les nucleoporines s'agreguen per a formar un complex de porus nuclear, un anell octagonal que travessa l'embolcall nuclear. L'anell consisteix en huit subcomplexos bàsics, amb dues capes estructurals de recobriment tipus COPII entre què trobem algunes proteïnes que rodegen el porus. Del citoplasma al nucleoplasma, les tres capes del complex s'anomenen: citoplasma, porus interior i anells del nucleoplasma respectivament. Diferents conjunts de proteïnes s'associen a cada anell, i algunes proteïnes transmembrana ancoren el conjunt a la bicapa lipídica.
En cadascun dels huit subcomplexos, tant el citoplasma com els anells del nucleoplasma estan fets de complexos Y, un complex de proteïna construït de, entre d'altres, NUP133 i NUP107 (nucleoporines). En cada extrem dels huit hi ha dos complexos Y, és a dir, hi ha fins a 32 complexos Y per porus. La relació de la curvatura de membrana en un porus nuclear amb els complexos Y és anàloga a la formació per gemmació de les vesícules recobertes de COPII. Les proteïnes que rodegen els porus interiors conformen el complex NUP62.
En la cara del nucleoplasma, més proteïnes associades amb l'anell formen la "cistella nuclear", un complex capaç de fermar la nucleoporina a la làmina nuclear i fins i tot a parts específiques del genoma. L'extrem citoplasmàtic és menys elaborat, amb vuit filaments projectats cap al citoplasma. No semblen tenir una funció en la importació nuclear.
Les nucleoporines de membrana s'associen amb tots dos l'esquelet i la membrana nuclear. Algunes d'elles, com GP210, travessen la membrana sencera, altres, com NUP98, actuen com a claus amb parts estructurals per al folre així com parts que s'insereixen a la membrana. NUP98 era anteriorment creguda com una nucleoporina amb repeticions FG, fins que va ser demostrat que les "FG" es trobaven en un plec superenrotllat.
Algunes nucleoporines contenen repeticions FG de fenilalanina i glicina. Es tracta de segments hidròfobs petits que interrompen cadenes d'aminoàcids hidròfils. Aquestes parts flexibles formen segments desordenats sense una estructura fixa. Constitueixen una massa de cadenes que permeten la difusió de molècules més petites, però exclouen les macromolècules hidròfiles més grans. Aquestes molècules només poden travessar un porus nuclear si són acompanyades per una molècula senyalitzadora que temporalment interacciona amb un segment FG d'una nucleoporina. Les nucleoporines FG també contenen una porció globular que serveix d'àncora al complex de porus nuclear.
S'ha demostrat que les nucleoporines poden formar diversos subcomplexos entre elles. El més comú d'aquests complexos és el NUP62, el qual està compost de NUP62, NUP58, NUP54 i NUP45. Un altre exemple és el complex Y (NUP107-160) format per moltes nucleoporines diferents. El complex NUP107-160 ha estat localitzat als cinetocors i fa un paper en la mitosi.

### Evolució
Moltes nucleoporines estructurals contenen dominis proteics en solenoide, dominis amb repeticions que es poden apilar com a peces de construcció. Hi ha dominis beta-propeller semblants a repeticions WD40, i més curiosament, tipus únics de repeticions de solenoide alfa (farcells d'hèlixs) que formen una classe pròpia, els elements ancestrals del coatòmer (ACE en anglés). Fins ara, dues classes d'ACE han estat identificades. ACE1 és un domini de 28 hèlixs trobat en moltes nucleoproteïnes d'esquelet així com SEC31, un component de COPII. ACE2 es troba Nup157/Nup170 (Nup155 en humà) i Nup133 dels llevats. En qualsevol cas, els dominis compartits, com els seus noms suggereixen, apunten a un origen compartit tots dos dins de les nucleoproteïnes i entre les nucleoproteïnes i els coatòmers.
Tots els eucariotes actuals comparteixen molts components importants del NPC, cosa que demostra que un complex complet era present en el seu avantpassat comú.

## Mecanisme de transport
Les nucleoporines regulen el transport de macromolècules a través de l'embolcall nuclear via interaccions amb les molècules de transport, les carioferines. Les carioferines uneixen la càrrega, i de forma reversible interaccionen amb les repeticions FG de les nucleoporines. Les carioferines i la seua càrrega passen entre les repeticions FG fins que es difonen a favor de gradient de concentració i a través del complex de porus nuclear. Les carioferines fan la funció d'importina (transportant proteïnes al nucli) o d'exportina (transportant proteïnes fora del nucli). L'alliberament de la càrrega està controlat per Ran, una proteïna G. Ran és prou menuda per a difondre's a través dels porus nuclears a favor del seu gradient de concentració sense interaccionar amb les nucleoporines. Ran lliga o GTP o GDP i té l'habilitat de canviar l'afinitat d'una carioferina per la seua càrrega. Dins el nucli, Ran-GTP hi provoca un canvi de conformació en una importina, cosa que solta la càrrega. Ran-GTP també pot unir-hi una exportina i passar a través del porus nuclear al citoplasma. Una vegada al citosol, Ran-GTP pot ser hidrolitzat a Ran-GDP, cosa que hi permet l'alliberament de la càrrega.

## Patologia
Diverses malalties han estat relacionades a patologies de les nucleoporines, notablement la diabetes, la colangitis biliar primària, la malaltia de Parkinson i la malaltia d'Alzheimer. La sobreexpressió dels gens de diferents nucleoporines també estan relacionades amb la formació de tumors cancerosos.
S'ha demostrat que les nucleoporines poden ser altament sensibles a canvis de concentració de glucosa. Per això, els individus diabètics sovint mostren major glicosilació de les nucleoporines, particularment la nucleoporina 62.
Malalties autoimmunitàries com la dels anticossos anti-p62, els quals inhibeixen p62 complexos tenen relació amb la colangitis biliar primària que destrueix els conductes biliars del fetge.
Disminucions en la producció del complex p62 són típiques de moltes malalties neurodegeneratives. La modificació del promotor de p62 per oxidació està correlacionat amb la malaltia d'Alzheimer, la malaltia de Huntington i la malaltia de Parkinson entre altres desordres neurodegeneratius. L'expressió augmentada del gen NUP88, el qual codifica la nucleoporina 88, apareix generalment en displàsies i neoplasmes malignes.
La nucleoporina aladin és un component del complex de porus nuclear. Mutacions en el gen aladin són responsables de la síndrome d'Allgrove, una malaltia neuroendocrinològica autosòmica recessiva. La variant mutant d'aladin causa fallida selectiva de la importació nuclear de proteïnes i hipersensibilitat a l'estrés oxidatiu. La importació de proteïnes de reparació de l'ADN aprataxina i DNA ligasa I disminueix selectivament. Tot això pot augmentar la vulnerabilitat del DNA de la cèl·lula a danys induïts potencialment mortals per estrés oxidatiu.

## Exemples
Cada nucleoporina s'anomena segons el seu pes molecular (en kilodaltons). Més avall s'indiquen diversos exemples de proteïnes en la família de nucleoporines:
- NUP35, NUP37, NUP43, NUP50
- NUP54, NUP62, NUP85, NUP88, NUP93, NUP98
- NUP107, NUP133, NUP153, NUP155, NUP160, NUP188
- NUP205, NUP210, NUP214